# تأثیرات بر کارل مارکس
به‌طور کلی تصور می‌شود که تأثیرات بر کارل مارکس از سه منبع اصلی، یعنی فلسفه ایدئالیسم آلمان، سوسیالیسم فرانسوی و اقتصاد سیاسی انگلیس و اسکاتلند ناشی شده‌است.

## فلسفهٔ آلمانی

### ایمانوئل کانت
اعتقاد بر این است که ایمانوئل کانت بیش از هر فیلسوف دیگری در دوران مدرن تأثیر داشته‌است. فلسفهٔ کانتی مبنایی بود که ساختار مارکسیسم بر آن بنا شد – به ویژه آن گونه که گئورگ ویلهلم فردریش هگل آن را توسعه داد. روش دیالکتیکی هگل، که توسط کارل مارکس اتخاذ شد، شکلی از گسترش روش استدلال ضدیت‌های بود که کانت از آن استفاده ‌می‌کرد.

### گئورگ ویلهلم فریدریش هگل
هگل تا زمان مرگش برجسته‌ترین فیلسوف آلمان بود. نظرات او به‌طور گسترده تدریس می‌شد و شاگردانش بسیار مورد توجه بودند. پیروان او به زودی به دو دسته هگلی راست و چپ تقسیم شدند. از نظر الهیات و سیاسی، هگلیان دست راستی تفسیری محافظه کارانه از آثار او ارائه کردند. آنها بر سازگاری بین فلسفه هگل و مسیحیت تأکید کردند. آنها ارتدوکس بودند. هگلیان چپ در نهایت به موضع الحادی رفتند. در سیاست، بسیاری از آنها انقلابی شدند. این گروه چپ از نظر تاریخی مهم شامل لودویگ فویرباخ، برونو بائر، فردریش انگلس و خود مارکس بود. آنها اغلب به عنوان هگلی‌های جوان یاد می‌شدند.